# Hilya
 (mai 2025).

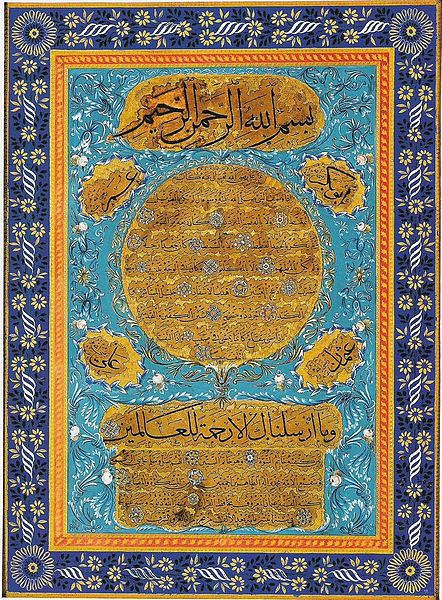
Calligraphie représentant Hilya

 Hilya, de l’arabe حلية (turc : hilye), est une forme littéraire et d’art décoratif ottoman d’un texte religieux. Il traite originellement de la description physique de Mahomet sous forme calligraphique et enluminée. Les descriptions se répandirent par la suite aux quatre premiers califes et d’autres compagnons du Prophète.
A l’époque ottomane, un hilya était porté par les croyants comme une amulette, afin de les protéger. Les hilya sont devenues aussi une forme d'art avec une composition formalisée, souvent encadrées et utilisées comme décoration murale, aussi pour protéger les habitations.
La composition des hilya se formalisa avec Hâfiz Osman qui développa huit éléments: Ba makan (prélude) ; Gobek (ventre); Hilal (croissant); Ko'eler (coins); Ayak (verset); Etek (pied); Koltukar (ruelles) et Pervaz (cadre).